# Stuff (website)
Stuff là một website truyền thông tin tức của New Zealand thuộc sở hữu của tập đoàn báo chí Stuff Ltd (trước đây là Fairfax). Tính đến đầu năm 2024, đây là website tin tức phổ biến nhất ở New Zealand, với lượng độc giả hàng tháng là hơn 2 triệu.